# Siamees (kattenras)

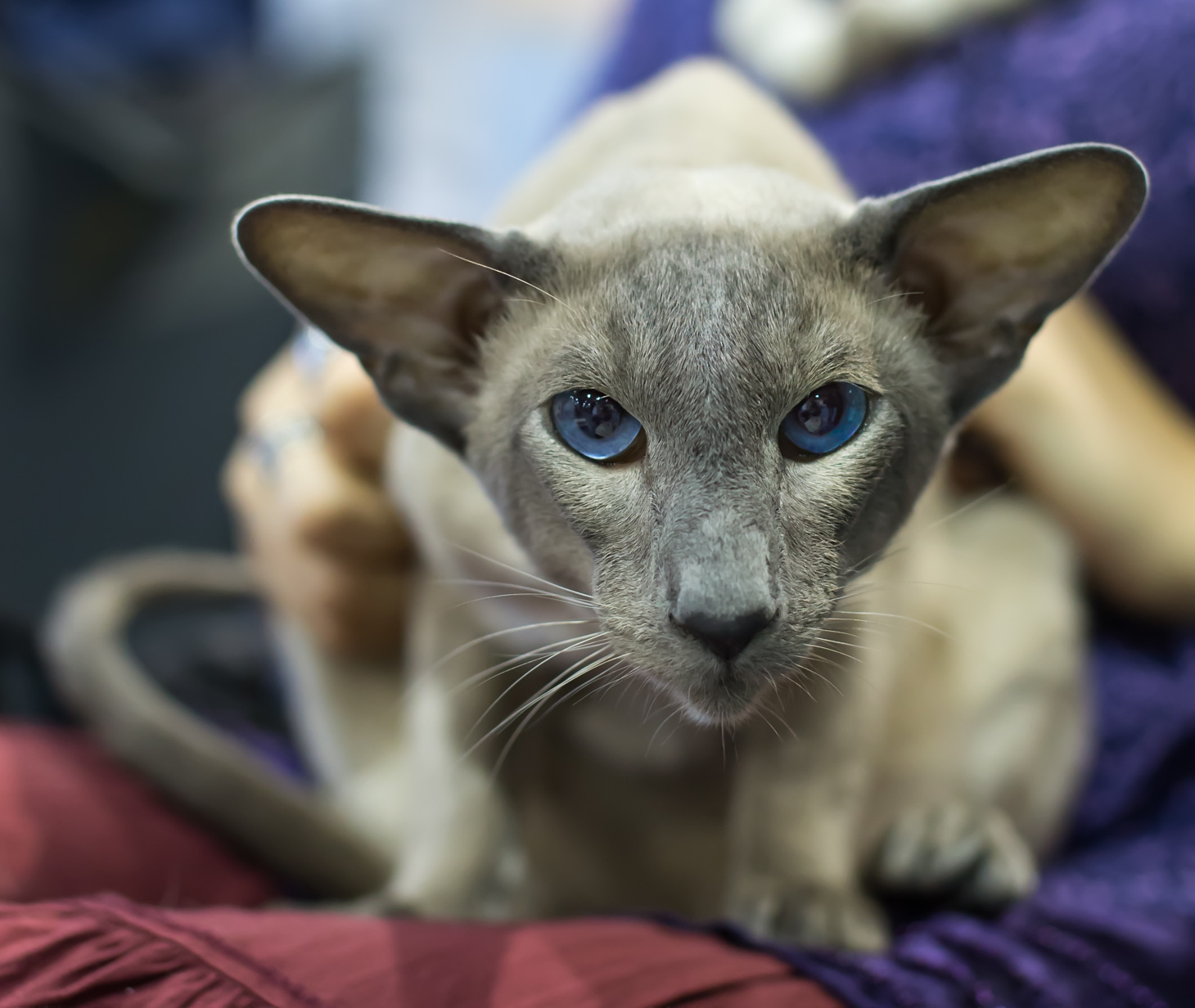
Kopstudie van vooraanzicht — opvallend zijn de lange neus en oren (wigvormig), en de donkerblauwe, amandelvormige ogen

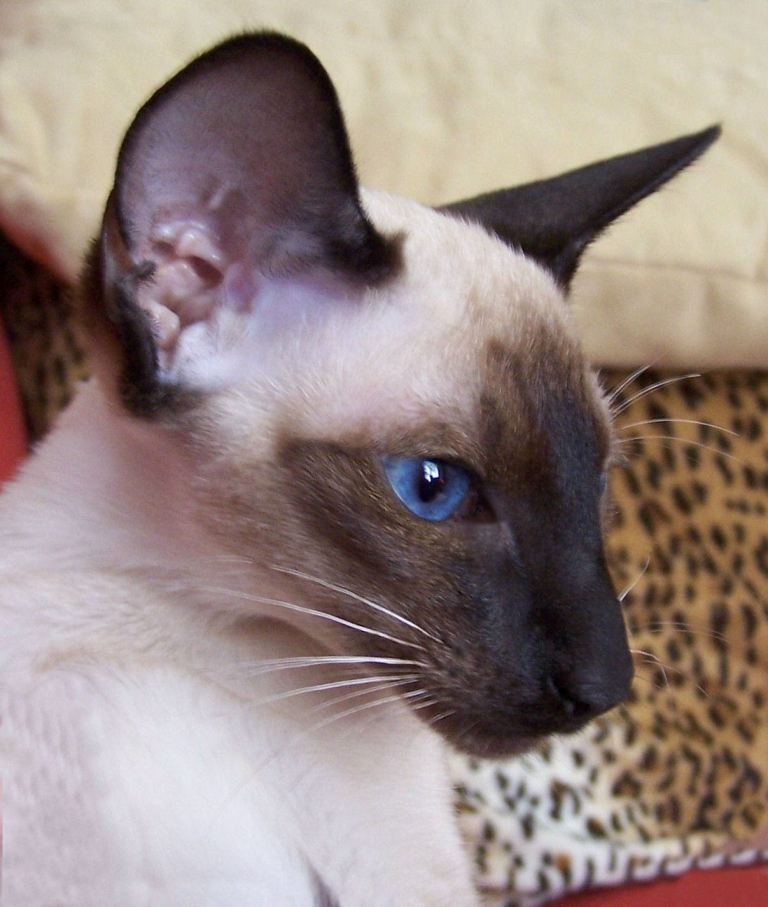
Kopstudie van profiel — opvallend is de rechte neusbrug

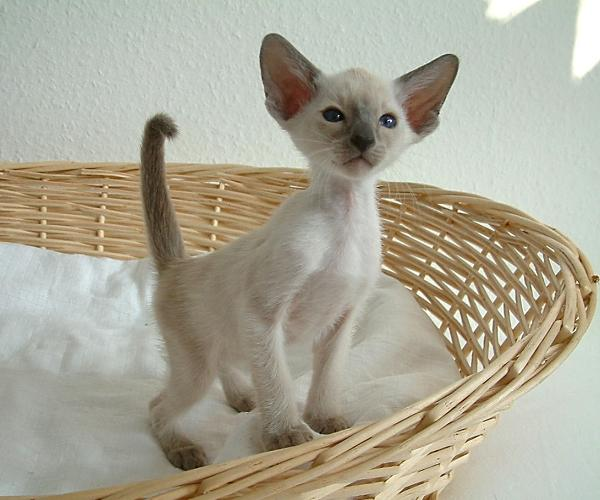
Blue-point kitten

De Siamees is een van de oudst erkende kattenrassen. De oorsprong van het ras zijn door westerlingen naar Europa (voornamelijk Engeland en Frankrijk) meegenomen katten uit het Verre Oosten waaronder Thailand (het voormalige Siam), die zich kenmerkten door het bezitten van de partiële albinogenen die het kenmerkende uiterlijk gaven waarbij de kleur enkel nog toont in de extremiteiten van het dier, de colorpoint-aftekening. De eerste exemplaren kwamen rond 1880 naar Europa.
De siamees is in de loop der tijd steeds eleganter van model geworden. Moderne siamezen worden gefokt met een dun hoogbenig lichaam, en een extreem langschedelige (longicefale) kop met een lange voorsnuit en zeer grote wijdgeplaatste oren. 
Het karakter is extravert en zeer gericht op de groep waarin ze leven. Siamezen zijn erg sociaal en hebben veel behoefte aan aandacht van huisgenoten. Ze reageren sterk op externe prikkels, leren makkelijk zaken aan en bemoeien zich met alles wat er in huis gebeurt.

## Rasbeschrijving
- Kop: wigvormig en dient in het ideale geval samen met de grote, schuingeplaatste oren een gelijkzijdige driehoek te vormen. De kin mag niet al te geprononceerd zijn, maar ook zeker niet terugwijken. Lange rechte neus, zonder inkeping vloeiend doorlopend in het schedeldak.
- Ogen: amandelvormig, zuiver donkerblauw en iets schuin geplaatst.
- Oren: groot, schuin geplaatst, laag aan de kop aangezet.
- Lichaam: elegante en lenige bouw. Het sierlijke lichaam is lang, slank en gespierd, het mag nergens grofheid vertonen. De achterhand is iets hoger dan de voorhand. De poten zijn slank en lang, de voeten ovaal.
- Staart: lang en dun en loopt spits toe als een zweep. Mag geen onregelmatigheden vertonen.
- Vacht: zijdezacht, aanliggend en kort en fijn van structuur. Weinig ondervacht.
- Kleur: alle Siamezen hebben een colorpoint-aftekening in de vacht. Kittens worden geheel wit geboren. Later krijgen ze hun gekleurde punten.

De oorspronkelijke kleuren zijn: seal (zwart)-, blue-, chocolate- en lilacpoint. Nieuwere kleuren omvatten die met agoeti en rood of crème in de aftekening, de zogenaamde cyper-punten (Engels: tabby points of lynx points) en schildpad-punten (Engels: tortie points) alsmede de combinatie cypers schildpad-punten (Engels: tortie tabby points). De nieuwste variëteiten betreffen die kleurencombinaties die kunnen ontstaan door toevoeging van het kaneel- of reebruin-gen, het zilvergen en het witte vlekken-gen (bonte-gen).